# Pic dels Moros
El Pic dels Moros  és una muntanya de 954 metres que es troba entre els municipis d'Albanyà, a la comarca de l'Alt Empordà i de Sales de Llierca, a la comarca catalana de la Garrotxa.